# Australomimetus maculosus
Australomimetus maculosus är en spindelart som först beskrevs av William Joseph Rainbow 1904.  Australomimetus maculosus ingår i släktet Australomimetus och familjen kaparspindlar. Inga underarter finns listade.